# اچ‌ام‌اس دوک (۱۷۳۹)
اچ‌ام‌اس دوک (۱۷۳۹) (به انگلیسی: HMS Duke (1739)) یک کشتی بود که طول آن ۸۳ فوت ۱ اینچ (۲۵٫۳ متر) بود.